# اوست-کارا (ننتس)

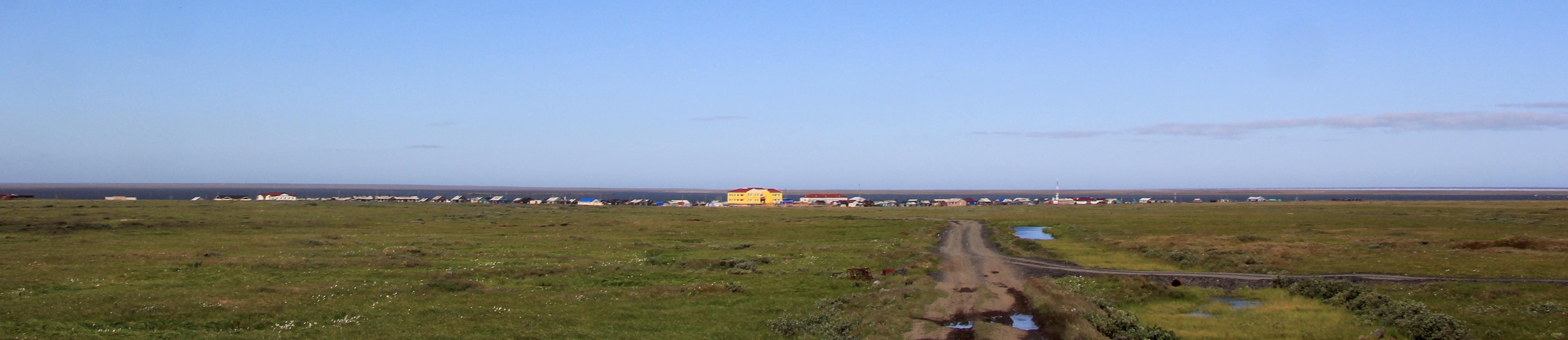
اوست کارا

اوست-کارا (به لاتین: Ust-Kara) یک شهرک در روسیه است که در ناحیه خودگردان ننتس واقع شده‌است.